# São João Batista do Glória
São João Batista do Glória è un comune del Brasile nello Stato del Minas Gerais, parte della mesoregione del Sul e Sudoeste de Minas e della microregione di Passos.
Meglio conosciuta come Gloria - Città delle cascate, è immersa nella natura della Serra della Canastra. È sorta poco più di due secoli fa dopo l'arrivo dei fratelli Daniel e Joaquim Goulart.